# Nübbel
Nübbel (dänisch: Nybøl) ist eine Gemeinde im Kreis Rendsburg-Eckernförde in Schleswig-Holstein.

## Geographie

### Geographische Lage
Das Gemeindegebiet von Nübbel erstreckt sich südwestlich von Rendsburg auf dem rechten Ufer der Untereider im südlichen Bereich des Naturraums Schleswiger Vorgeest (Haupteinheit Nr. 697)..

### Ortsteile
Die Gemeinde Nübbel umfasst siedlungsgeographisch mehrere Ortsteile, im statistischen Fachjargon als Wohnplätze bezeichnet. Neben dem für die Gemeinde namenstiftenden Dorf befinden sich auch die (kleineren) Häusergruppen Moholz und Norderfeld, das Wirtshaus Lurup und die Höfe- bzw. Hofsiedlungen Bössel, Eichtal, Eisfeld und Wittkamp im Gemeindegebiet.

### Nachbargemeinden
Angrenzende Gemeindegebiete von Nübbel sind:
|                      | Fockbek                                     |                     |
| Elsdorf-Westermühlen | Kompassrose, die auf Nachbargemeinden zeigt | Rendsburg           |
|                      |                                             | Schülp b. Rendsburg |

## Geschichte
Die Ersterwähnung des Ortes Nübbel datiert aus dem Jahr 1331.
Seit früher Zeit waren Landwirtschaft und Schiffbau prägend für den Ort, der beizeiten über bis zu sieben Werften zur Herstellung von Holzschiffen verfügte. Der Betrieb der letzten Werft wurde 1914 eingestellt.
In Nübbel war im deutsch-dänischen Krieg von 1864 ein preußisches Feldlager.
Von 1902 bis 1923 hatte Nübbel einen Haltepunkt an der Bahnstrecke Rendsburg–Schenefeld, die allerdings an der Lotsenstation auf der gegenüberliegenden Kanalseite entlang führte.
Nach Unstimmigkeiten über die Ausweisung von Windenergieeignungsflächen waren innerhalb der Wahlperiode 2008–2013 zwei Mitglieder der KWG und ein Mitglied der SPD der neu gebildeten Wählergemeinschaft Bürgerforum Nübbel (BFN) beigetreten.

## Politik

### Gemeindevertretung
Die am 14. Mai 2023 im Zuge der Kommunalwahlen in Schleswig-Holstein 2023 erfolgte Gemeindewahl hat für die nachfolgende Wahlperiode (–2028) folgendes Wahlergebnis erbracht:
- CDU: 4
- SPD: 2
- BFN: 7
- KWG: 2

Die Wahlbeteiligung betrug 70,6 Prozent.

### Wappen und Flagge

Flagge der Gemeinde Nübbel

Blasonierung: „In Grün ein breiter silberner Wellenbalken, belegt mit einem zweimastigen schwarzen Segelschiff.“

## Kultur und Sehenswürdigkeiten

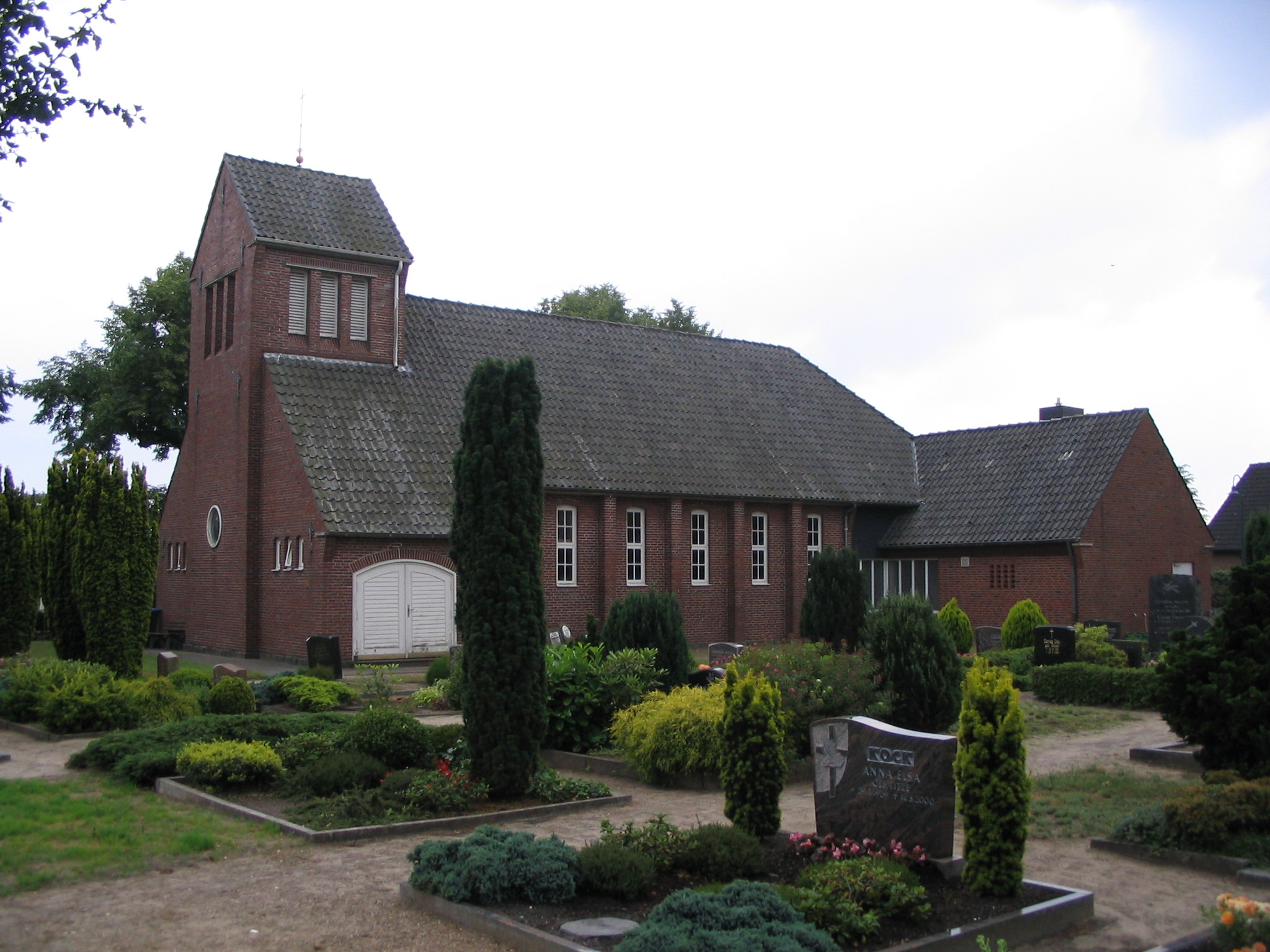
Kirche von Nübbel

In der Liste der Kulturdenkmale in Nübbel stehen die in der Denkmalliste des Landes Schleswig-Holstein eingetragenen Kulturdenkmale. Die Windmühle Anna ist ein Erdholländer und wird seit 1982 als Heimatmuseum genutzt.
In Nübbel ist der Nübbeler Karnevals Verein (NKV) von 1968 beheimatet.

## Wirtschaft und Infrastruktur
Jenseits des Flusslaufes der Eider führt die Strecke des Nord-Ostsee-Kanals parallel zum Flussbett. An dieser Stelle befindet sich die sogenannten „Kanalweiche Nübbel“.

### Verkehr
Nordwestlich von der Gemeinde führt die Bundesstraße 203 von Rendsburg nach Heide.

## Persönlichkeiten
- Jürgen Kühl (1864–1944), Schiffszimmerer und Bremer Politiker
- Hans Rohwer (1889–1974), Windjammer-Kapitän
- Anne Dittmer (1906–1964), Malerin und Buchillustratorin
- Claus Sievers (1911–1986), Bürgermeister 1960–1982, Ehrenbürger Nübbels seit 1982
- Heinz Rehder (1932–2018), Bürgermeister 1982–1994, Stifter der Mühle Anna
- Rudolf Ehlers (* 1950), Bürgermeister 1994–2018, Ehrengemeindevertreter seit 2023
- Der Vielseitigkeitsreiter und Olympiasieger Hinrich Romeike (* 1963) lebt in Nübbel.
- Der Schauspieler und Regisseur Christian Poewe (* 1974) ist in Nübbel zur Schule gegangen.